# 鹅銮鼻蔓榕
鹅銮鼻蔓榕（学名：Ficus pedunculosa var. mearnsii）为桑科榕属下的一个变种。

## 扩展阅读
- 維基物種上的相關：鹅銮鼻蔓榕